# Winnemucca
Winnemucca (/ˌwɪnəˈmʌkə/) è un comune (city) degli Stati Uniti d'America e capoluogo della contea di Humboldt nello Stato del Nevada. Si tratta dell'unica città incorporata della contea. La popolazione era di 8 431 persone al censimento del 2020. La Interstate 80 attraversa la città, dove si incontra con la U.S. Route 95.

## Geografia fisica
Winnemucca è situata a 40°58′06″N 117°43′36″W (40.968212, −117.726662).
Secondo lo United States Census Bureau, ha un'area totale di 9,4 mi² (24,35 km²).

## Società

### Evoluzione demografica
Secondo il censimento del 2000 c'erano 7.174 abitanti, 7.341 nel 2010 e 8.431 nel 2020.

### Etnie e minoranze straniere
Secondo il censimento del 2000, la composizione etnica della città era formata dall'83,41% di bianchi, il 2,23% di afroamericani, lo 0,89% di nativi americani, lo 0,32% di asiatici, lo 0,03% di oceanici, il 9,60% di altre razze, e il 3,51% di due o più etnie. Ispanici o latinos di qualunque razza erano il 20,74% della popolazione.

## Trasporti

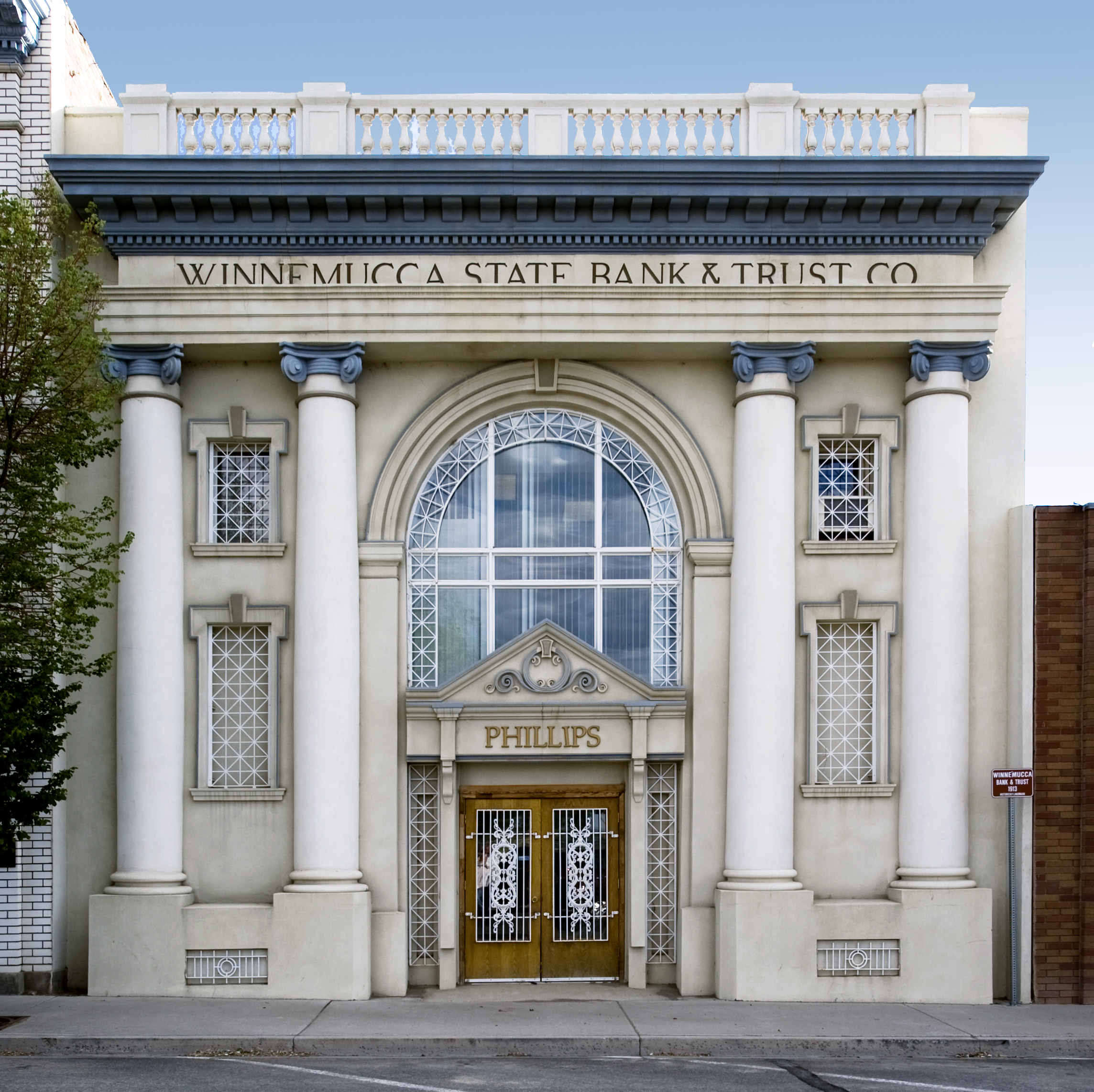
L'edificio della Winnemucca State Bank and Trust è iscritto nel National Register of Historic Places del Nevada

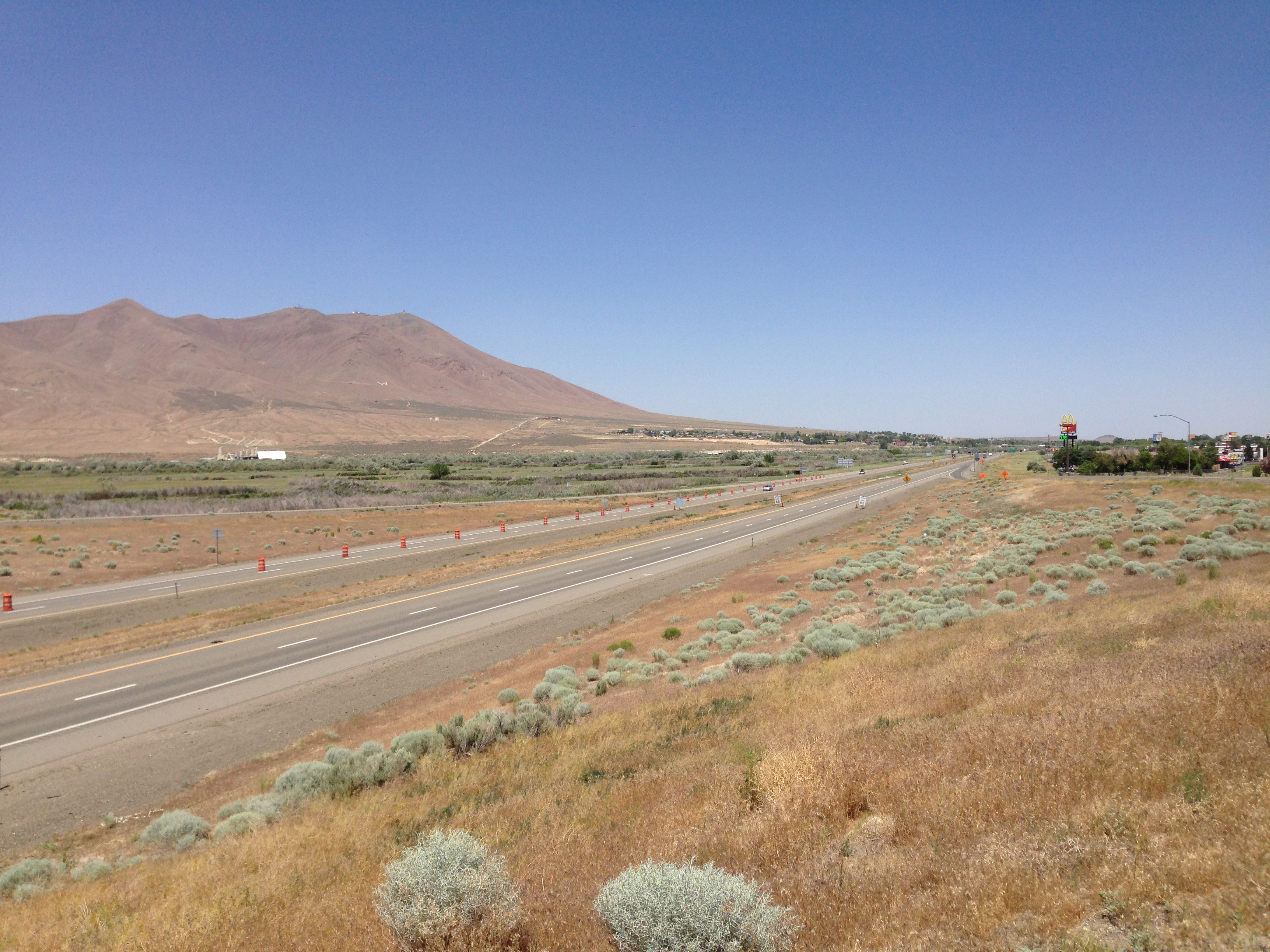
Interstate 80 a Winnemucca

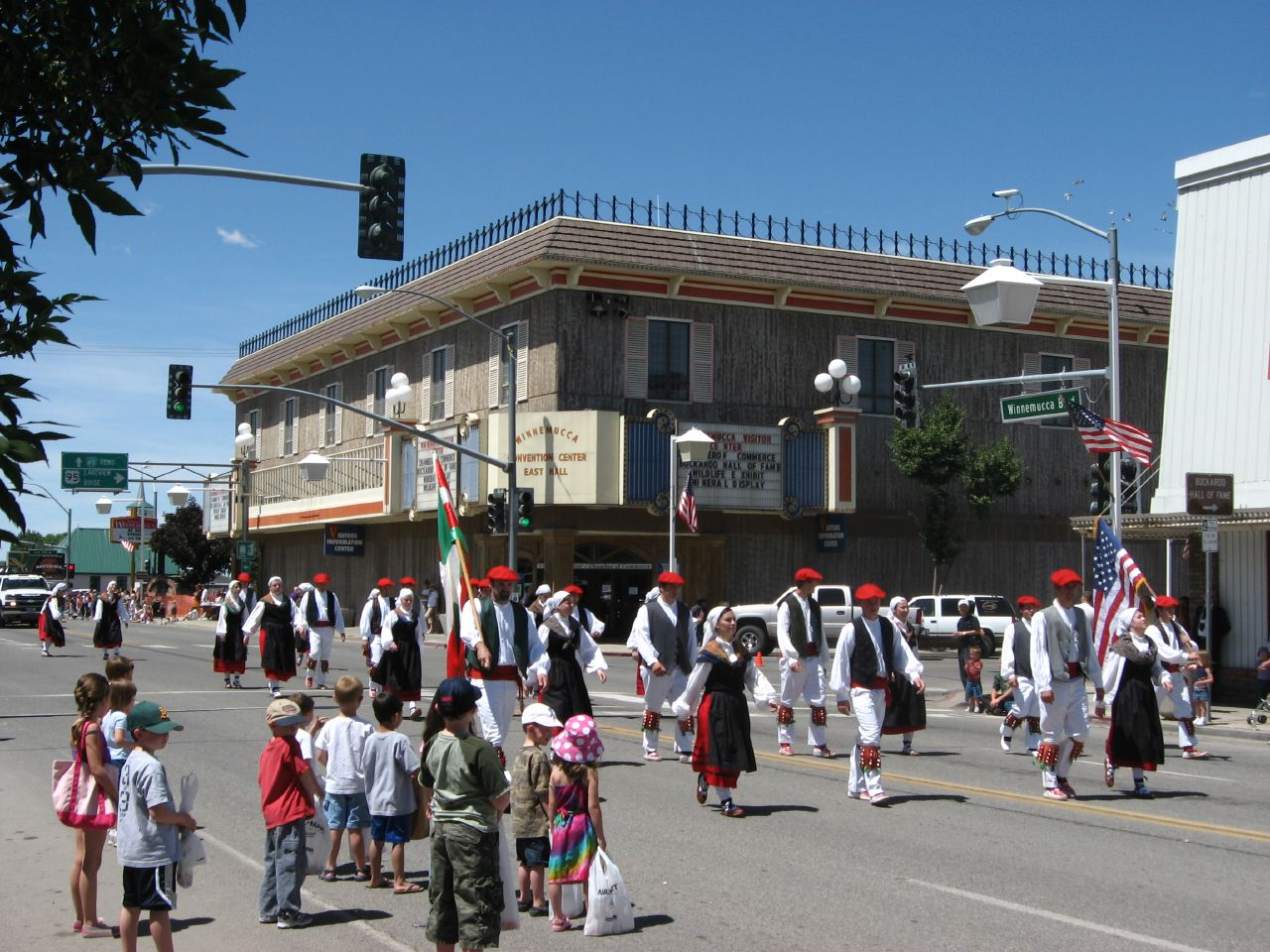
Winnemucca Basque Festival

Amtrak, operatore nazionale del servizio ferroviario, gestisce il servizio per Winnemucca. Il California Zephyr offre un servizio quotidiano in entrambe le direzioni verso San Francisco e Chicago; la stazione della città non è presidiata e si trova al 209 di West Railroad Street. I biglietti per il trasporto ferroviario possono essere acquistati online.
Storicamente, dal 1867, Winnemucca è una stazione della ferrovia transcontinentale.
Winnemucca si trova a metà strada tra Salt Lake City e San Francisco lungo la Interstate 80, che passa attraverso la città. Anche la U.S. Route 95 passa per Winnemucca.
Il trasporto aereo locale è gestito dall'Aeroporto Municipale di Winnemucca, situato a circa 5 miglia a sud-ovest del centro cittadino; non vi sono voli commerciali, ma solo privati; i più vicini aeroporti commerciali sono l'Aeroporto Internazionale di Reno-Tahoe a Reno e l'Aeroporto Regionale di Elko, a Elko.